# Huang Binhong
Huáng Binhong (黃賓虹) (1865-1955) est considéré comme le plus grand peintre chinois du XXe siècle. Il fut également un historien de l'art chinois et un lettré classique né à Jinhua, dans la province du Zhejiang dans les dernières années de la dynastie Qing. La maison ancestrale de sa famille La maison de la vertu (Huaide Tang 懷 德 堂), est dans le village de Tandu (Tandu cun 潭 渡 村) au Xian de She dans le sud-est de la province de l'Anhui.

## Biographie

### Jeunesse et formation

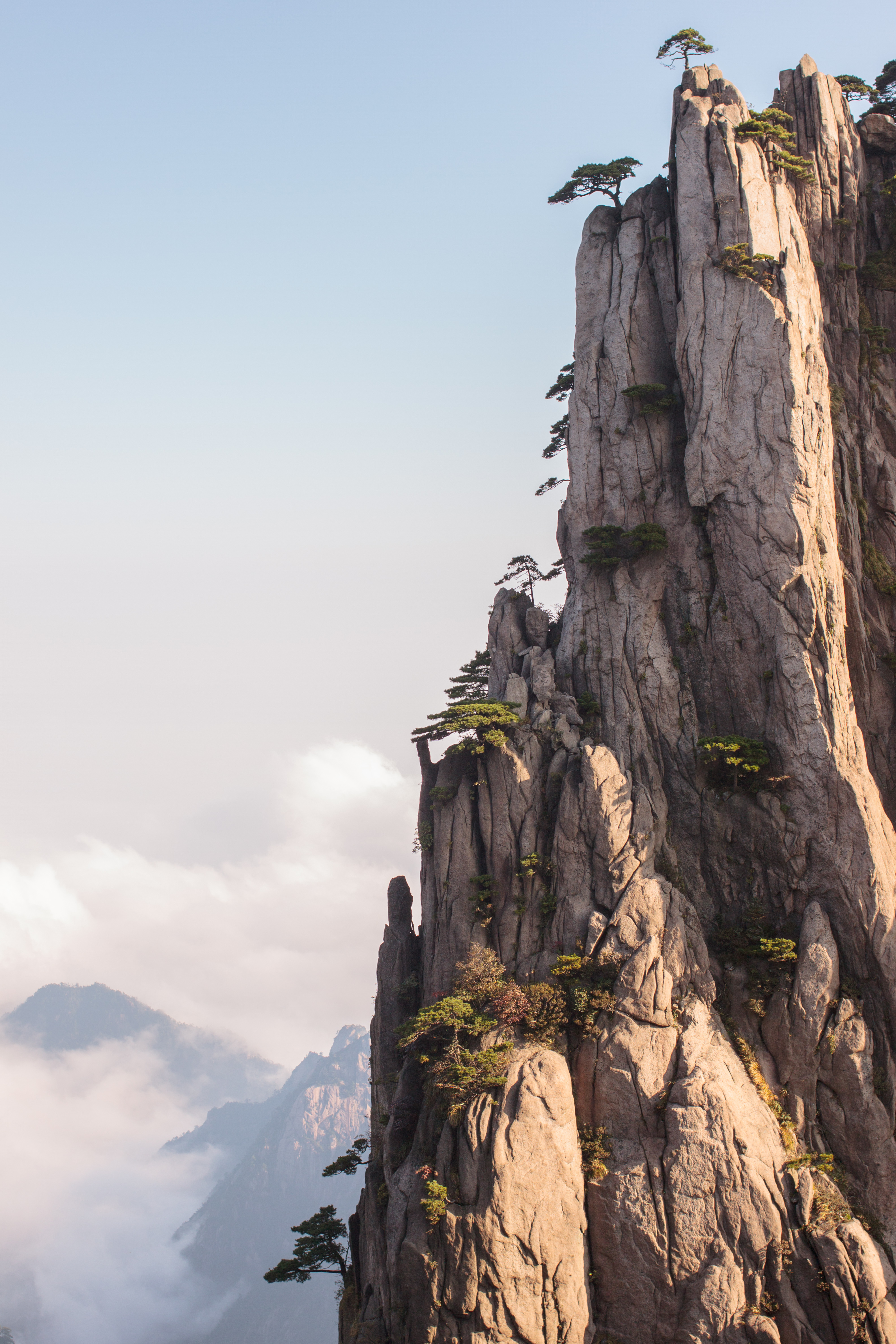
Pic au-dessus des nuages dans les montagnes du Huangshan.

Huang Binhong naquit le 27 janvier 1865 à Jinhua, dans l'Est de la province du Zhejiang. À la naissance, on lui donna le nom de Maozhi 懋 質. Maozhi signifie « Grand et substantiel ou élémentaire ». Son prénom fut Yuanji 元 吉 ou « À l'origine de la chance », en allusion à sa date de naissance, le vingt-septième jour du premier mois du calendrier lunaire et à son statut de premier fils. Son père, Huang Dinghua (黃 定 華, zi 定 三 Dingsan, hao 鞠 如, 1829-1894), était le troisième fils d'une famille de commerçants de Jinhua. La famille était très bien éduquée et avait élevé dans ses rangs de nombreux lettrés et artistes.
Huang Dinghua dut interrompre ses études à l'âge de quatorze ans à la mort de son père, Huang Dehan (黃 德 涵, 1793-1846), et n'eut d'autre choix que de travailler. Il devint un commerçant de tissus prospère et posséda son propre magasin. Dans son temps libre, il se passionnait pour la poésie, la peinture et la gravure de sceau. Il épousa mademoiselle Fang (方 氏, ca. 1843-1910) de Jinhua et eut une grande famille de quatre garçons et trois filles, dont Huang Binhong était l’aîné.
En 1869 son père emmène sa famille dans les montagnes de Jinhua pour éviter la guerre. Ils s'installent finalement à Luodian, et prennent Li Shaoxian et Li Yongtang comme professeurs. Le jeune Huang aime en particulier les sceaux, la peinture chinoise et la calligraphie pendant son temps libre.
Il découvre de nombreuses peintures anciennes et de calligraphies dans sa ville natale en 1876. Il apprécie plus particulièrement les peintures de Dong Qichang et Cha Shibiao.
En 1880, il imite Record of Strokes de Jing Hao, en créant un rouleau Sidelight of Strokes.

### Les voyages dans le Huangshan
Huang Binhong se rendit neuf fois à Huangshan au cours de sa vie. Son premier voyage fut entrepris en 1883, à l'âge de vingt ans, et le dernier en 1935 à l'âge de soixante-douze ans.
Il dessinera inlassablement les montagnes du Huangshan 黃 山, et dans les montagnes de Bai 齊雲 山 qu'il évoquera également dans ses textes. 
Il étudie avec Wang Zhongqian en 1886, pratiquant le Guqin, cithare chinoise, ainsi que l'art de l'épée. Il édite deux essais: « Essai du Sceau », « Discussion sur la peinture ». Il s'installe à Yangzhou en 1887, et y découvre les peintures de paysage et de fleurs de Chen Chongguang, qui est alors très malade. Il étudie la peinture chinoise avec Wang Zhongqian en 1889, et la calligraphie avec Jixiu et Jiuyou.
Il acquiert tous les sceaux et des peintures importantes de Hong Ren d'un parent lettré et prestigieux dans la famille Huang Cisun (黃 次 孫 zi Chongxing 崇 惺, d. 1883), qu'il rencontre chez lui en 1882 à Dingzhou 汀州, et découvre ainsi le plaisir de graver lui-même les sceaux. À partir de 1894, il étudie la peinture chinoise et collectionne les récits de villages, échangeant des sceaux, des peintures chinoises, des calligraphies, ainsi que des poteries d'artistes renommés. Huang Binhong est célèbre pour sa passion dans la collecte des sceaux. Publication de « Souvenir de voyages aux montagnes de Huangshan et Qianhai » en 1900. Il publie « Collection de Sceau » en 1901.
Il crée sa propre école d'art dans l'Anhui et plus tard à Shanghai. Il fit plusieurs voyages qui lui permirent de réaliser de nombreuses esquisses de paysages, dont il se servait comme d'un modèle pour sa peinture. Il a mélangé un style ancien et le réalisme moderne. Ses images ont une plasticité remarquable. Il s'est également tourné vers la poésie.

### L'édition et l'enseignement de l'histoire de l'art à Shanghai
Huang Binhong s'installe à Shanghai en 1908, où il co-édite des publications avec Huang et Deng, comme « Guocuixuebao/ Nouvelles de la Quintessence », « Guoxuecongshu/ Collections de l'académie Littéraire Nationale », « Shenzhouguoguangji », etc. Il publie « Binhong parle de peinture » dans « Guocuixuebao ».
En 1909, il enseigne la langue chinoise dans une école préparatoire pour étudiant qui partent se former aux États-Unis. Il fait partie des membres fondateurs de « nanshen ». Deng Shi publie « Remarques de Binhong sur les peintures de paysages ». Il publie « Preface de Hong-qiu-tan-lian-ou-tu », « Preface de Bin-hong-cao-tang-ji-yin-pu », et « Quatre arts intelligents », etc. Dans « Guocuixuebao/ Quintessence News », il signe sous le pseudonyme de « Yu Xiang ». Il sort 28 œuvres de peintures de paysage de Dong Qichang, Cha Shibiao, et Jian Jiang, puis publie l'ouvrage « Les grands artistes nationaux Peintures de Paysages Volume I ». Il co-édite, publie et écrit « Séries de livres d'art » avec Deng Shi en 1911.
En 1912 il devient rédacteur au « China Daily », puis rédacteur en chef du mensuel « Shenzhoudaguan/ Un grand regard sur la Chine ». Il écrit et réalise des illustrations pour « Zhenxianghuabao/ Images de la vérité ». Il produit des articles comme « Sur les méthodes de peintures de la dynastie Tang ».
Il fonde et dirige le Shanghai Literary Institute en 1929, et enseigne au Shanghai New China Art School, et à la Changming Art School. Il écrit des essais comme « Les mots d'Honglu sur la peinture », et publie « Bin-hong-cao-tang-gu-yin-pu ».
Ces œuvres font partie de l'Exposition Internationale belge de 1930, et remportent un prix spécial. Publication de « Tao-shu-wen-zi-he-zheng », « Revue des artistes des récentes décennies », « Introduction aux anciens sceaux » publié dans « Oriental Magazine ».

#### Beiping (1937-1948)
Le 16 avril 1937, deux semaines seulement après avoir terminé son travail d'inspection du dernier groupe de peintures et de calligraphies à Nankin, Huang retourne à Beiping. Huang doit s'assurer un travail malgré la menace de la guerre avec le Japon, qui occupe la ville. Zhao Qi (趙 畸) devenu recteur du nouveau « Beiping National Art College » (Beiping guoli yishu zhuanke xuexiao, 北 平 國 立 藝 術 專 科 學 校) en 1936, nomme Huang, Qi Baishi (齊 白 石, 1864-1957), Pu Xinyu (溥 心 畲, 1896-1963) et Wang Kongqi (汪 孔 祁) comme professeurs de peinture chinoise.
L'un des plus importants essais d'Huang Binhong sur la technique de peinture « les éléments essentiels de la peinture chinoise » (Huafa yaozhi 畫 法 要 恉) fut publié dans la « Revue mensuelle de peinture chinoise » (Guohua yuekan國 畫 月 刊), en 1934.
Après la reddition du Japon et la fin de la seconde guerre mondiale, le ministère de l'éducation du Guomindang reprend le contrôle de l'école d'Art. En août 1945, le ministère de l'Éducation crée les Formations de l'Université temporaire de Beiping (Beiping linshidaxue buxiban, 北 平 臨 時 大 學 補 習 班), qui resta en place jusqu'en 1946. Pendant ce temps Huang Binhong fut nommé lecteur in the Department of Applied Arts in the Institute of Education at the Université normale de PékinNational Beiping Normal University (Guoli Beiping shifan daxue 國 立 北 平 師 范 大 學).

#### Installation à Hangzhou (1948-1954)
Le 23 juin 1948, à l'âge de quatre-vingt-cinq ans, Huang Binhong quitte Beiping pour la Chine du Sud. Après un court séjour à Shanghai il s'installe à Hangzhou pour devenir professeur à l'Académie des arts de Chine (Guoli yishu zhuanke xuexiao, 國 立 藝 術 專 科 學 校). 
Huang Binhong était trop vieux pour constituer une menace au nouveau régime. Le parti communiste qui dans sa "stratégie du front uni" pour rallier à sa cause des écrivains et des artistes célèbres, qui n'étaient pas membres du parti, couvrit Huang Binhong de titres et de positions honorifiques.
Il meurt le 25 mars 1955 et son fils aîné Huang Yongming (黃 用 明) lègue l'ensemble de ses œuvres et collections, y compris sa bibliothèque, ses manuscrits et ses meubles, à l'Académie des arts de Chine ou il enseigna. Celle-ci refuse le legs, et il faut attendre le troisième anniversaire de la mort de Huang Binhong, le 25 mars 1958, pour que le don soit finalement accepté par le bureau culturel de la Province du Zhejiang (Zhejiang sheng wenhua ju 浙 江 省 文 化 局) et confié au Musée provincial du Zhejiang (Zhejiang sheng bowuguan 浙 江 省 博 物 館). Le legs fut accepté parce qu'une directive du Comité Central du Parti Communiste força la main du Zhejiang, indifférent à l'art classique et aux artistes contemporains.

## L'héritage de Huang Binhong

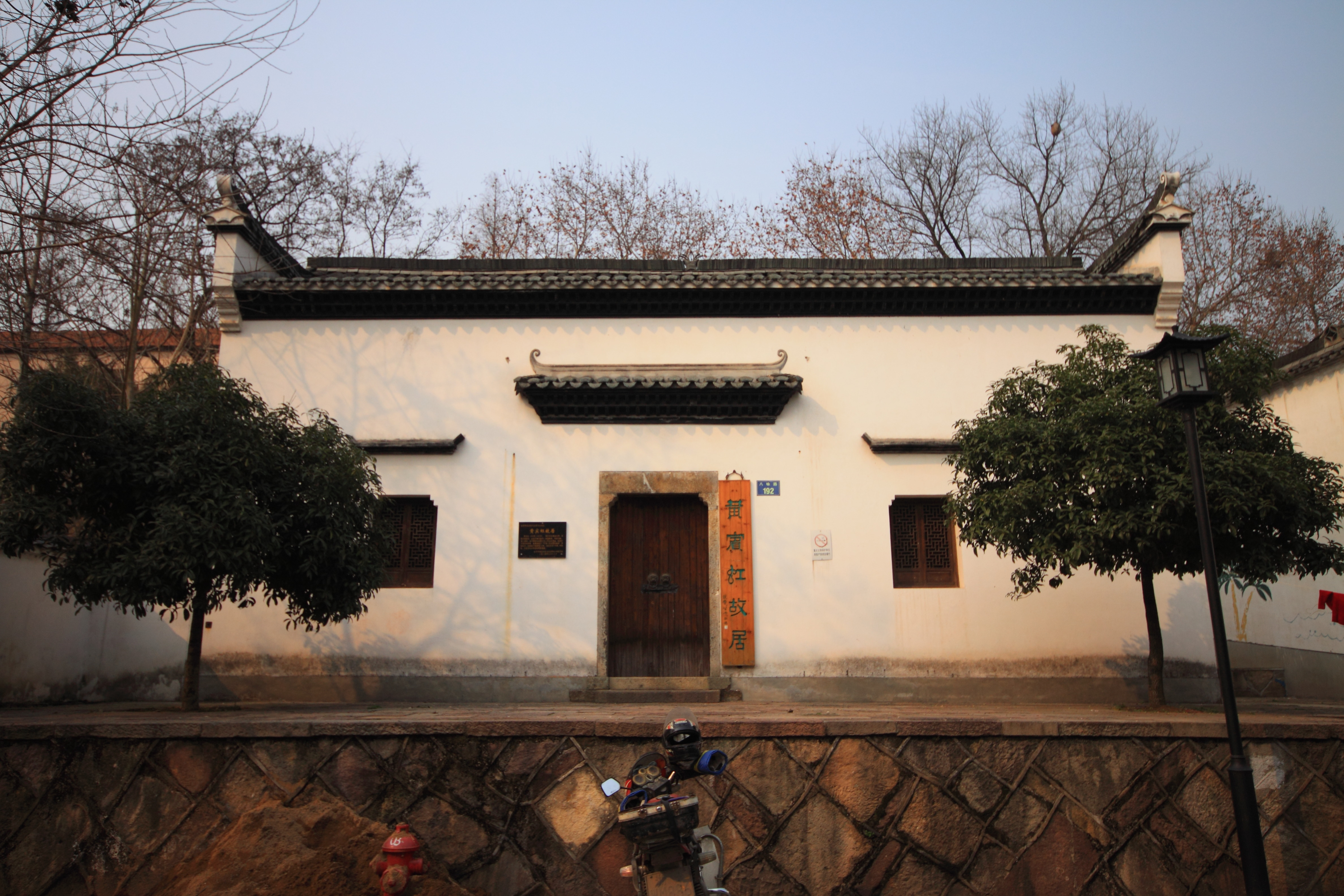
L'ancienne maison familiale de Huang à Jinhua.

Il sera plus tard associé à Shanghai puis à Hangzhou. Il est considéré comme l'un des derniers innovateurs dans le style de la peinture des lettrés et est connu pour ses paysages à main levée. 
Son style de peinture a montré l'influence des peintres antérieurs Li Liufang (李 流芳), Cheng Sui (程 邃), Cheng Zhengkui, et Kun Can. 
Il avait aussi une signification pour la création de plusieurs sociétés consacrées à la peinture et de la calligraphie. Huang Binhong fut enterré au cimetière Nanshan de Hangzhou. La tombe originale comprenait un buste représentant Huang Binhong en habit traditionnel, la tête baissée, les mains serrant un livre sur son torse. Cette sculpture fut détruite pendant la révolution culturelle, la pension de sa femme suspendue et sa maison occupée par plusieurs familles.
De nos jours, une tombe en granite a remplacé l'original. Elle est gravée des mots Tombe de l'artiste Huang Binhong 1864–1955 (Huajia Huang Binhong xiansheng zhi mu. Le sceau fut copié de la tome originale, gravé par Pan Tianshou (1897–1971) un artiste et professeur qui mourut en 1971, des suites de la révolution culturelle.

### Le Musée mémorial Huang Binhong
La dernière maison de Hangzhou, au 32 Qixialing, non loin du lac de l'Ouest est finalement devenu en 1957, le musée mémorial Huang Binhong (Huajia Huang Binhong xiansheng jinian shi, 畫 家 黃 賓 虹 先 生 紀 念 室) où sont conservées une partie de ses œuvres déposées au musée provincial du Zhejiang. La seconde femme de Huang Binhong, Song Ruoying, continua à vivre dans sa maison. Elle supervisa la constitution du musée jusqu'à sa fermeture en 1965, au début de la révolution culturelle, par peur d'une destruction des œuvres. En effet la famille fut la cible d'attaques et Huang Binhong devint un « artiste noir » (hei huajia, 黑 畫 家) et ses œuvres furent cataloguées comme des « montagnes noires et de l'eau noire » (heishan heishui, 黑 山 黑 水). Le panneau à l'entrée du musée fut détruit et les deux larges arbres wutong 梧 桐 du jardin furent abattus pour construire des appartements pour des familles qui y furent logées. La pension de Song Ruoying obtenue en échange du legs de la collection fut suspendue, et elle finit ses jours en 1970, à l'âge de 66 ans, extrêmement pauvre et affaiblie. Le musée fut rénové et rouvert au public en 1988. 
Aujourd'hui ce petit musée occupe les trois pièces du rez-de-chaussée de cette maison à deux étages de type occidental. L'ensemble fut de nouveau rénové fin 2001 à l'occasion d'une exposition et d'une conférence organisée avec les membres de la famille de Huang Binhong, par une mécène de Hong Kong Mme May Lau Tang Su Ping (劉 唐 小 萍 女 士). L'atelier de Huang Binhong fut recréé et dans les deux pièces attenantes des cartels biographiques, des peintures et des photographies retracent la vie de l'artiste.

### La galerie Huang Binhong du musée provincial du Zhejiang
En novembre 1999, une petite galerie dédiée aux œuvres de Huang Binhong fut créée au dernier étage du pavillon du lac de l'Ouest au sein du complexe du musée provincial du Zhejiang. Contrairement à la maison-mémorial, cet espace est équipé pour exposer les œuvres de l'artiste dans des conditions de contrôle de la température et de l'humidité.

## Galerie

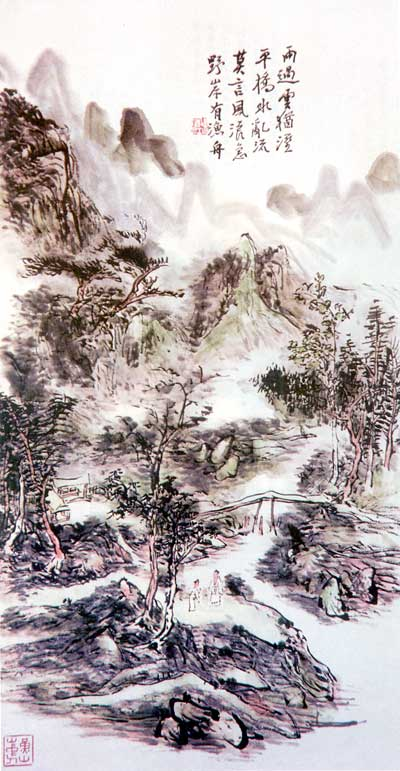
Pluie.
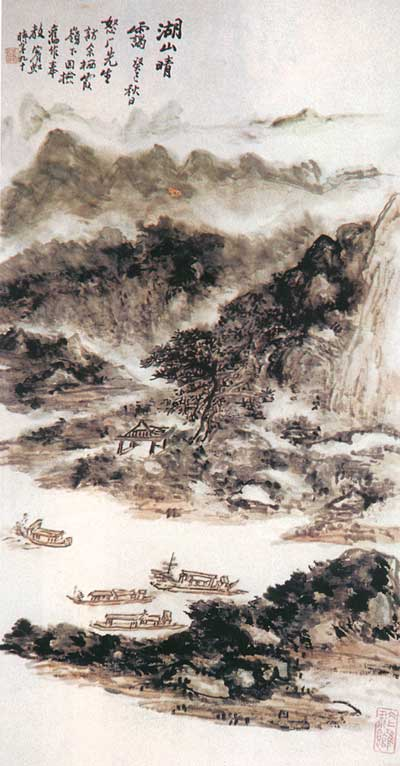
Collines ensoleillées.
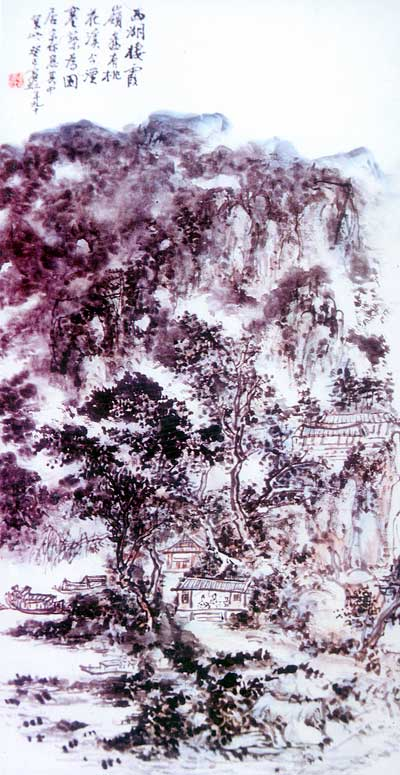
le lac de Qixia.
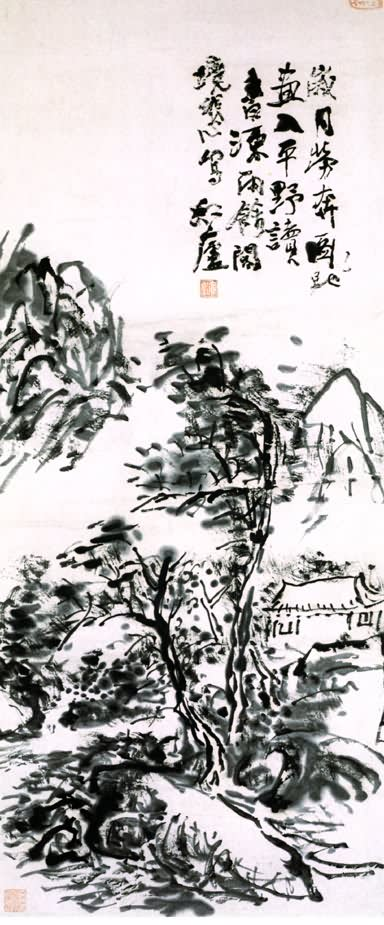
《岁月劳奔图》.